# Списък на лидерите на СССР
Ръководителите на СССР са лицата, заемали най-висшите ръководни длъжности в Съюза на съветските социалистически републики (СССР), просъществувал от 30 декември 1922 до 26 декември 1991 г.

## Висши органи на властта
Висшият орган на държавната власт в СССР са последователно законодателни (и/или разпоредителни) органи:
- 1922 – 1938 г.:
  - периодично свикван законодателен Всесъюзен когрес на съветите (Всесоюзный съезд Советов), съставен от представители на съветите на работническите, селските, червеноармейските и казашките депутати на съюзните републики,
  - свикван на сесии законодателен и разпоредителен Централен изпълнителен комитет (Центральный исполнительный комитет), избиран от конгрес и действащ между конгресите,
  - постоянен Президиум на ЦИК, действащ между сесиите, начело с председател на Президиума на ЦИК (официално държавен глава);

- 1938 – 1989 г.:
  - периодично свикван на сесии законодателен и разпоредителен Върховен съвет (Верховный Совет), избиран на общи и преки избори, съставен от 2 равноправни и равнобройни палати (Съвет на съюза и Съвет на националностите),
  - постоянен разпоредителен Президиум на ВС, действащ между сесиите, начело с председател на Президиума на ВС (официално държавен глава);

- 1989 – 1991 г.:
  - периодично свикван законодателен Конгрес на народните депутати
  - периодично свикван на сесии законодателен Върховен съвет (Верховный Совет), избиран от конгрес на народните депутати, съставен от 2 равноправни и равнобройни палати (Съвет на съюза и Съвет на републиките),
  - постоянен разпоредителен Президиум на ВС, действащ между сесиите, начело с председател на ВС (официално държавен глава до 1990 г.), избиран от конгрес на народните депутати,
  - президент на СССР, конституционно държавен глава от 1990 г.

Висшият орган на изпълнителната власт (правителство) в СССР са органите:
- 1922 – 1923 г.: (и.д.) Съвет на народните комисари на РСФСР (Совет народных комиссаров РСФСР), начело с председател
- 1923 – 1946 г.: Съвет на народните комисари на СССР (Совет народных комиссаров СССР), начело с председател
- 1946 – 1990 г.: Съвет на министрите на СССР (Совет министров СССР), начело с председател
- 1990 – 1991 г.: Кабинет на министрите на СССР (Кабинет министров СССР), начело с премиер-министър

По време на управлението на Владимир Ленин председателят на Общоруския централен изпълнителен комитет формално заема най-високата държавна длъжност, докато изпълнителната власт е съсредоточена в Съвета на народните комисари, оглавяван от Ленин.
Постът на генерален (първи през 1953 – 1966 г.) секретар на ЦК на комунистическата партия е създаден през април 1922 г. като длъжност за ръковозителя на апарата (администрацията) на партията. След смъртта на Ленин се превръща в най-важната партийна позиция. Влиянието на Йосиф Сталин, който заема този пост, нараства и към края на 1920-те години той има практически неограничена власт. От 6 май 1941 г. той оглавява Съвета на народните комисари (правителството) на СССР.
От март до септември 1953 г. Георгий Маленков, заемайки поста председател на Съвета на народните комисари след смртта на Сталин, се възприема като негов непосредствен наследник. Партийният лидер Хрушчов постепенно увеличава влиянието си. Впоследствие в СССР спада важността на поста на председателя на Министерския съвет.

## Списък на ръководителите
|   | Снимка                                | Име                             | Период на управление                      | Длъжност |
| - | ------------------------------------- | ------------------------------- | ----------------------------------------- | --- |
| 1 |                                       | Владимир Илич Ленин             | 30 декември 1922 г. – 21 януари 1924 г.   | Председател на Съвета на народните комисари на СССР |
| 2 |                                       | Йосиф Висарионович Сталин       | 21 януари 1924 г. – 5 март 1953 г.        | Генерален секретар на Централния комитет на РКП (б) (от 1925 г. – ВКП (б), от 1952 г. – КПСС), председател на Министерския съвет на СССР (от 15 март 1946 г.) |
| 3 |                                       | Георги Максимилианович Маленков | 5 март 1953 г. – 7 септември 1953 г.      | Председател на Министерския съвет на СССР |
| 5 |                                       | Никита Сергеевич Хрушчов        | 7 септември 1953 г. – 14 октомври 1964 г. | Първи секретар на ЦК на КПСС |
| 5 |                                       | Леонид Илич Брежнев             | 14 октомври 1964 г. – 10 ноември 1982 г.  | Генерален секретар на ЦК на КПСС |
| 6 |                                       | Юрий Андропов                   | 12 ноември 1982 г. – 9 февруари 1984 г.   | Генерален секретар на ЦК на КПСС |
| 7 |                                       | Константин Устинович Черненко   | 13 февруари 1984 – 10 март 1985           | Генерален секретар на ЦК на КПСС |
| 8 |                                       | Михаил Сергеевич Горбачов       | 11 март 1985 – 24 август 1991             | Генерален секретар на ЦК на КПСС |
| 8 | 15 март 1990 г. – 25 декември 1991 г. | Михаил Сергеевич Горбачов       | Президент на СССР                         | |